# Madagaszkári íbisz
A madagaszkári íbisz (Threskiornis bernieri) a madarak (Aves) osztályának a gödényalakúak (Pelecaniformes) rendjébe, ezen belül az íbiszfélék (Threskiornithidae) családjába és az íbiszformák (Threskiornithinae) alcsaládjába tartozó faj.

## Rendszertani besorolása
Ezt a madárfajt korábban a szent íbisz (Threskiornis aethiopicus) madagaszkári alfajának vélték, de manapság kitudódott, hogy önálló fajt alkot.

## Alfajai
- Threskiornis bernieri bernieri (Bonaparte, 1855) - Madagaszkár
- Threskiornis bernieri abbotti (Ridgway, 1893) - Aldabra

## Előfordulása
Madagaszkár és a Seychelle-szigetekhez tartozó Aldabra vízparti részein él.

## Megjelenése
Testhossza 65-89 centiméter. Valójában csak elterjedési területe különbözik a szent íbisztől, kinézete, viselkedése, táplálkozási és fészkelési szokásai nagyban hasonlítanak az afrikai fajra.